# Skarb (singel)
Skarb – inauguracyjny singel z drugiego albumu polskiej piosenkarki Ramony Rey. Producentem i autorem muzyki jest Tel Arana. Tekst utworu napisała Ramona Rey. W wersji piosenki z teledysku wykorzystano sample utworu „The Launching of Big Face” duetu Plaid.
Piosenka zajęła pierwsze miejsce w kategorii Elektroniczny Hit Dekady, w głosowaniu zorganizowanym na stronie Polski Hit Dekady.

## Wideoklip
Klip rozpoczyna się tańcem Ramony ze statystami. Następnie półnaga piosenkarka zakrywając dłońmi swój biust śpiewa zwrotkę piosenki. W czasie refrenu wokalistka ukazana jest wśród mydlanych baniek.
Całość klipu przeplatana jest ujęciami z parkingu, a także układami tanecznymi.
Reżyserem i operatorem wideoklipu był Marek Dawid. Montaż oraz efekty 3D zostały wykonane w studiu Platige Image. Choreografię stworzyła Agnieszka Kurek. Produkcja teledysku kosztowała ponad 100 tys. zł. Premiera teledysku odbyła się 27 kwietnia 2008 na oficjalnym kanale YouTube artystki. Klip został nominowany do nagrody Yach Film w kategoriach: Grand Prix i najlepsze zdjęcia. Zwyciężył w drugiej kategorii.

## Lista ścieżek
1. „Skarb” (wersja albumowa) – 2:58
2. „Skarb” (wersja teledyskowa) – 3:35
3. „Skarb” (wersja karaoke) – 2:58

## Remixy
1. „Skarb” (Bomb the Bass Megablast remix)[4] – 3:29
2. „Skarb” (R-tek remix)[5] – 4:37